# Siokunichthys
Siokunichthys is een geslacht van straalvinnige vissen uit de familie van zeenaalden en zeepaardjes (Syngnathidae). Het geslacht is voor het eerst wetenschappelijk beschreven in 1953 door Herald in Schultz,  Herald,  Lachner,  Welander & Woods.

## Soorten
- Siokunichthys bentuviai Clark, 1966
- Siokunichthys breviceps Smith, 1963
- Siokunichthys herrei Herald, 1953
- Siokunichthys nigrolineatus Dawson, 1983
- Siokunichthys southwelli (Duncker, 1910)
- Siokunichthys striatus Fricke, 2004